# Marija Kostjuk
Marija Kostjuk (ukrainisch Марія Костюк, engl. Transkription Mariia Kostiuk; * 11. März 1996) ist eine ukrainische Tennisspielerin.

## Karriere
Kostjuk spielt hauptsächlich Turniere auf der ITF Women’s World Tennis Tour, bei der sie bislang aber noch keinen Titel gewann.
2020 trat sie im Damendoppel mit wechselnden Partnerinnen bei den Open 35 de Saint-Malo, Open de Cagnes-sur-Mer Alpes-Maritime an, scheiterte aber bereits jeweils in der ersten Runde.
2021 trat sie im Damendoppel mit wechselnden Partnerinnen bei den Tennis Future Hamburg, Open Montpellier Méditerranée Métropole Hérault Occitanie, Grand Est Open 88, Engie Open de Biarritz Pays Basque und Reinert Open an, scheiterte aber ebenfalls jeweils in der ersten Runde.